# 笠原神明宮
笠原神明宮（かさはらしんめいぐう）は、岐阜県多治見市笠原町にある神社。旧社格は郷社。笠原町の産土神とされている。
現在の社殿はコンクリート製である。笠原町ではタイルの製造が盛んであることから、階段や壁はタイル張りである。壁にはモザイクタイルを利用したレリーフがあり、白馬、山車馬、立願馬をモチーフにしている。

## 祭神
- 天照大神（あまてらすおおみかみ）

## 沿革
古くからこの地に祀られているが、寛政5年（1793年）の火災により記録が焼失し詳細は不明である。伝承によれば、奈良時代、天武天皇の皇子の磯城皇子末裔にあたる笠原真人が、伊勢神宮から分霊し、この地に祀ったのが最初という。また、笠原の地名は笠原真人に由来する。
寛政5年（1793年）の火災により建物は全て焼失する。翌年に社殿が再建される。
1971年（昭和46年）には現在の社殿が再建される。1986年（昭和61年）に笠原神明宮に改称する。

## 文化財
多治見市指定文化財
- 四角型丸竿灯籠　正徳3年
- 手洗石
- 陶製狛犬三対
- 旧日光寺陶製狛犬一対

## 例祭
- 毎年10月第2日曜日に行われる例祭は、笠原神明宮秋季祭礼という。
- 山車馬（山車のように華やかに飾った馬）等が奉納され、境内を駆け回るものである。

## 現地情報
所在地
- 岐阜県多治見市笠原町2900-6

アクセス
- 東鉄バス笠原線「下神戸」バス停下車。
  - 多治見駅前バスターミナル（中央本線多治見駅南口）2番のりば、「東草口」行き